# Trichacis concavata
Trichacis concavata (лат.) — вид наездников рода Trichacis из подсемейства Platygastrinae (Platygastridae). Эндемик Коста-Рики (Центральная Америка).

## Описание
Наездники мелкого размера. Длина тела около 3 мм. Основная окраска тела чёрная, блестящая; усиковые сегменты А1-А6 жёлтые; А7–А10 коричневые; мандибулы чёрные с коричневой вершиной; передние и средние ноги жёлтые, а задние коричневые; тазики темно-коричневые; переднее крыло затемнено. Нижнечелюстные щупики 2-члениковые, нижнегубные щупики состоят из 1 сегмента. Формула голенных вершинных шпор 1-2-2. Лоб гладкий, на вершине мезоскутеллюма есть специализированная область с пучком волосков. Предполагается, что все представители рода Trichacis являются койнобионтными эндопаразитоидами личинок двукрылых галлиц (Diptera, Cecidomyiidae).

## Классификация и этимология
Вид был впервые описан в 2012 году энтомологами Таней Миленой Ариас-Пенной (Universidad Nacional de Colombia, Богота, Колумбия) и Любомиром Маснером (Agriculture and Agri-Food Canada, Оттава, Канада) по типовому материалу из Коста-Рики (Центральная Америка) и включён в состав рода Trichacis из подсемейства Platygastrinae (семейство Platygastridae). Название вида связано с вогнутостью задне-медиальной части межнотаулярной области. .